# Al Bano & Romina Power
Al Bano & Romina Power egy 1970-ben alakult, Európa-szerte népszerű, romantikus popzenét játszó olasz duó volt, amelyet az akkori énekes-színész házaspár, a délolasz Albano Carrisi és az amerikai születésű Romina Francesca Power alkotott. Két tagja a Minden dalom a tiéd című zenés vígjáték forgatásán ismerkedett össze 1967-ben. 1970-ben összeházasodtak, majd duót alakítottak. Legismertebb számaik a Felicità, Ci sarà, Libertà, Tornero és a Sharazan voltak. 1984-ben Ci sarà című dalukkal megnyerték a híres olasz Sanremói Dalfesztivált.
Kétszer vettek részt az Eurovíziós Dalfesztiválon. 1976-ban a We'll Live It All Again című olasz és angol kevert nyelvű dallal versenyeztek, mely Olaszország első nem teljes egészében olasz nyelvű versenydala volt. Az 1985-ös Eurovíziós Dalfesztiválon Magic, Oh Magic című dalukkal vettek részt. Mindkét alkalommal a hetedik helyen végeztek.
Legtöbb lemezüket spanyol nyelven is felvették, így nagy sikereket értek el Spanyolországban és a Latin-Amerikában is. Utolsó közös albumukat 1996-ban adták ki Ancora… Zugabe címmel; 1999-ben elváltak, így az együttes is feloszlott.

## Albumok
| - Atto I (1975) - Des Nuits Entières (1976) - 1978 (1978) - Aria Pura (1979) - Momentos (1979) - Sharazan (1981) (spanyol) - Felicità (1982) - Felicidad (1982) (spanyol) - Che angelo sei (1982) - Qué ángel será (1983) (spanyol) - The Golden Orpheus Festival 1984 (1984) - Effetto amore (1984) - Sempre, sempre (1986) - Siempre, siempre (1986) (spanyol) - Libertà! (1987) | - Libertad (1987) (spanyol) - Fragile (1988) - Fragile (spanyol) (1988) - Fotografia di un momento (1990) - Fotografía de un momento (1990) (spanyol) - Corriere di Natale (1990) - Weihnachten bei uns zu Hause (1991) - Navidad ha llegado (1991) (spanyol) - Vincerai (1991) - Vencerás (1991) (spanyol) - Notte e giorno (1993) - El tiempo de amarse (1993) (spanyol) - Emozionale (1995) - Amor sagrado (1995) (spanyol) - Ancora… Zugabe (1996) |